# Hygrophoraceae
Hygophoraceae (Johannes Paulus Lotsy, 1907) este o familie de ciuperci cu global aproximativ peste 100 de specii și variații (în Europa mai puține), împărțite în 26 de genuri, preponderent din cele numite Hygrocybe și Hygrophorus (multe altele conțin doar o singură specie), făcând parte din divizia Basidiomycota în Regnul Fungi și ordinul  Agaricales. Acest gen include nu numai specii comestibile de mare popularitate ca Gomphidius glutinosus, ci de asemenea câteva soiuri necomestibile, fiind micorizante, atunci deseori în asociație de mușchi sau saprofite . Specii otrăvitoare, nu sunt cunoscute. În România, Basarabia și Bucovina de Nord se dezvoltă, ca și în toate alte țările Europei, în păduri (și montane) de conifere și/sau de foioase, dar, de asemenea, prin câmpii si pajiști, începând în  mai până toamna târziu, în noiembrie, înainte de primul ger, depinde de soi. Tip de gen este Hygrophorus.

## Istoric
Specia a fost descrisă pentru prima dată de micologul olandez Johannes Paulus Lotsy în volumul 1 al operei sale Vorträge über botanische Stammesgeschichte: Algen und Pilze din 1907. Acest taxon este valabil până în prezent (2019). Alte încercări de redenumire nu au fost făcute.
Apartenența sau ne-apartenența unor genuri precum alipirea altora la această familie sunt discutate între micologi mult și divergent.  Nu sunt prelucrate sau revizuite în acest articol.

## Descriere
- Pălăria: are un diametru între 2 și 10 cm, este fragilă și ceroasă, higrofană (proprietatea unor ciuperci, de ași schimba culoarea, atunci când absorb sau pierd apă), inițial semisferică, la maturitate convexă, în formă de cupolă și în sfârșit aplatizată cu marginile neregulat ondulate și uneori crăpate, uneori cu gurgui. Cuticula este de obicei lipicioasă până vâscoasă, netedă sau păroasă, cu un strat exterior de hife aranjate radial, fiind foarte des colorată viu cu pigmenți caroteni. Nu reacționează după apăsare sau leziune.
- Lamelele: sunt spațiate, destul de groase și bulboase, inegale, cu lameluțe intercalate, lat aderate la picior, cu muchii nedințate, fiind ori de culoarea pălăriei ori mai deschise.
- Sporii: variază în mărime, sunt globuloși până lunguieț-elipsoidali, netezi, cu pereți subțiri, hialini (translucizi) și neamiloidozi (nu se decolorează cu reactivi de iod). Basidiile sunt alungite și filamentoase, în formă de măciucă, cu 2-4 sterigme. Cistoidele (celule de obicei izbitoare și sterile care pot apărea între basidii și himen, stratul fructifer) nu există.[5]
- Piciorul: ușor detașabil de pălărie are o lungime medie de 6 cm și o grosime de până la 1,5 cm, este cărnos la cartilaginos, neted sau fibros, uneori cu un văl, cilindric, dar nu rar ceva compresat, adesea îndoit și gol pe dinăuntru. Coloritul seamănă celui al pălăriei, nu rar spre bază mai deschis. Nu se colorează prin rupere.
- Carnea: care nu se colorează în contact cu aerul după o secțiune este subțire până cărnoasă, mereu ceroasă și friabilă, slab apoasă, cu miros și gust imperceptibil.[1][2]

## Genuri
Micologul american D. Jean Lodge și colegii săi au definit 26 de genuri în această familie în anul 2004:
| - Aeruginospora - Ampulloclitocybe - Aphroditeola - Arrhenia - Cantharellula - Cantharocybe - Chromosera - Chrysomphalina - Cora | - Corella, Lücking 2013 - Cuphophyllus - Cyphellostereum - Dictyonema - Eonema - Gliophorus - Gloioxanthomyces - Haasiella - Hygroaster | - Hygrocybe - Hygrophorus - Humidicutis - Lichenomphalia - Neohygrocybe - Porpolomopsis - Pseudoarmillariella - Semiomphalina |

## Genuri în imagini (selecție)

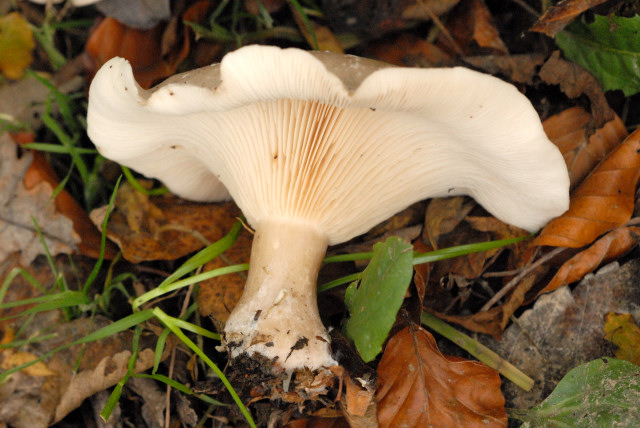
Ampulloclitocybe clavipes
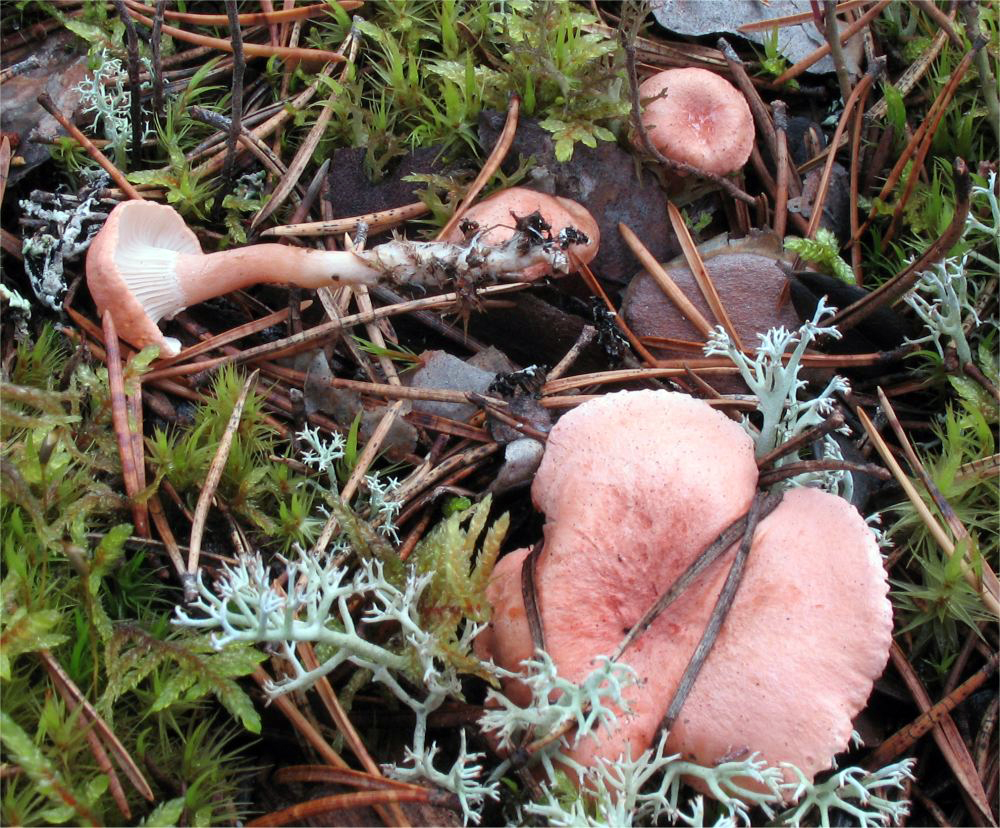
Aphroditeola olida
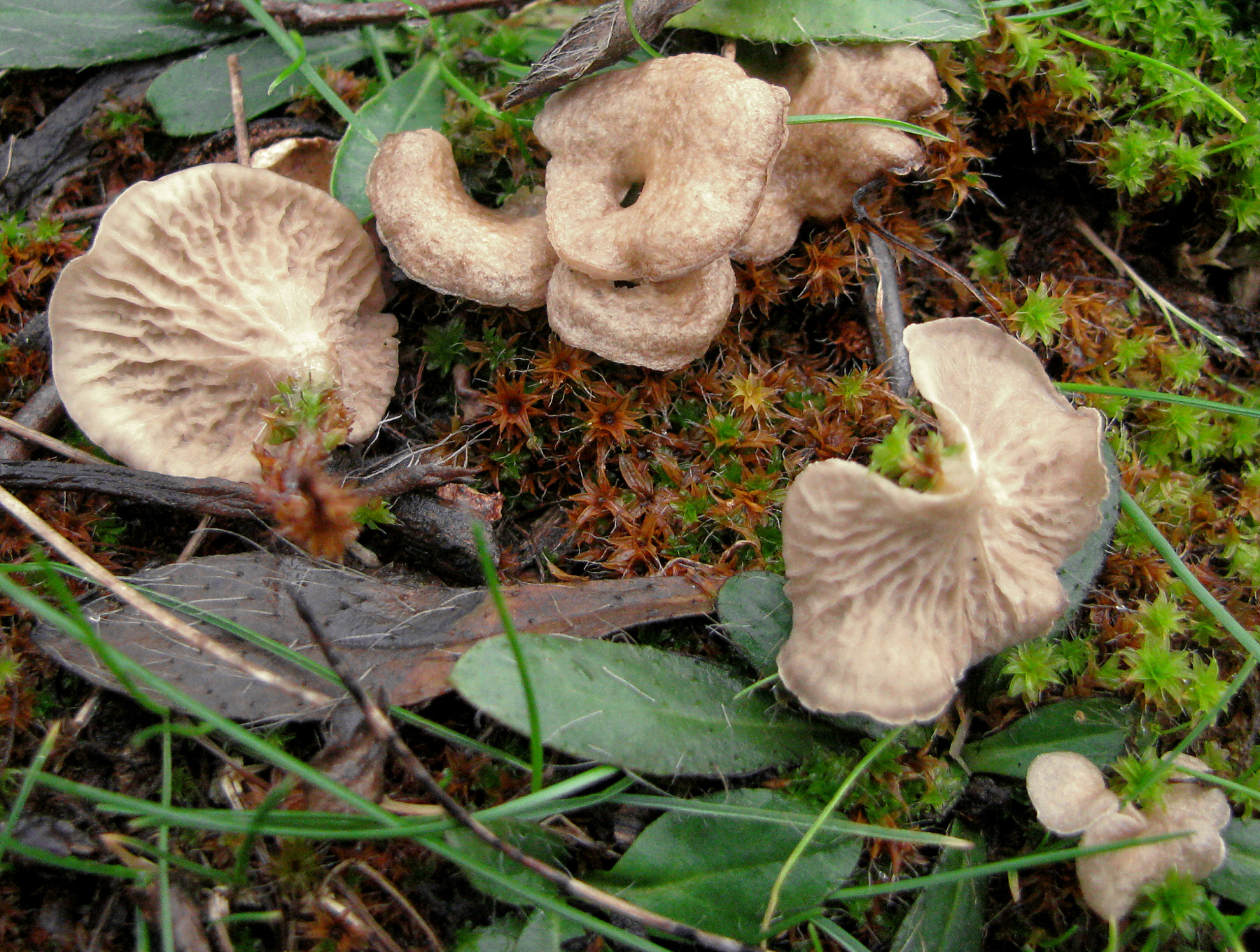
Arrhenia sphatulata
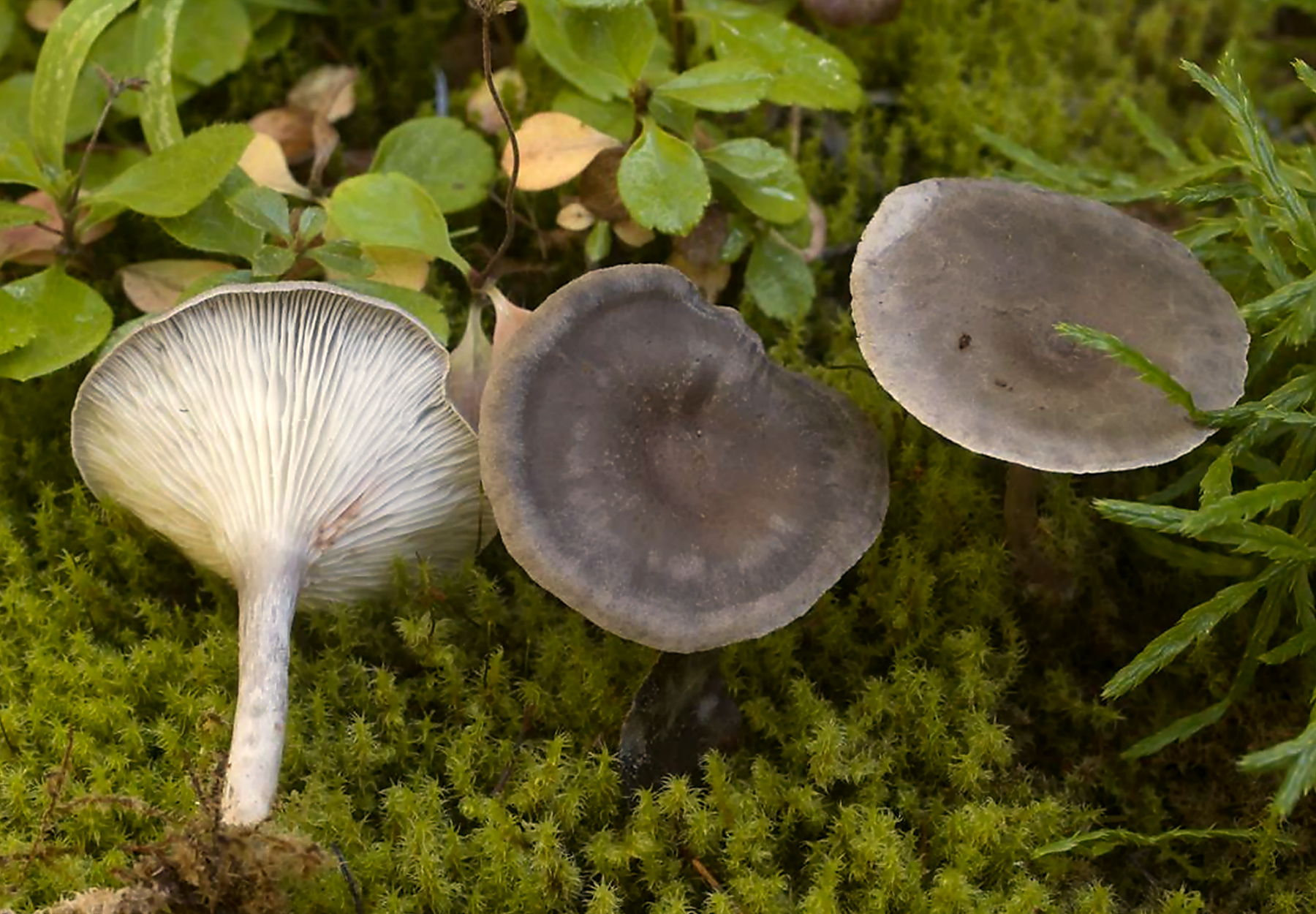
Cantharellula umbonata
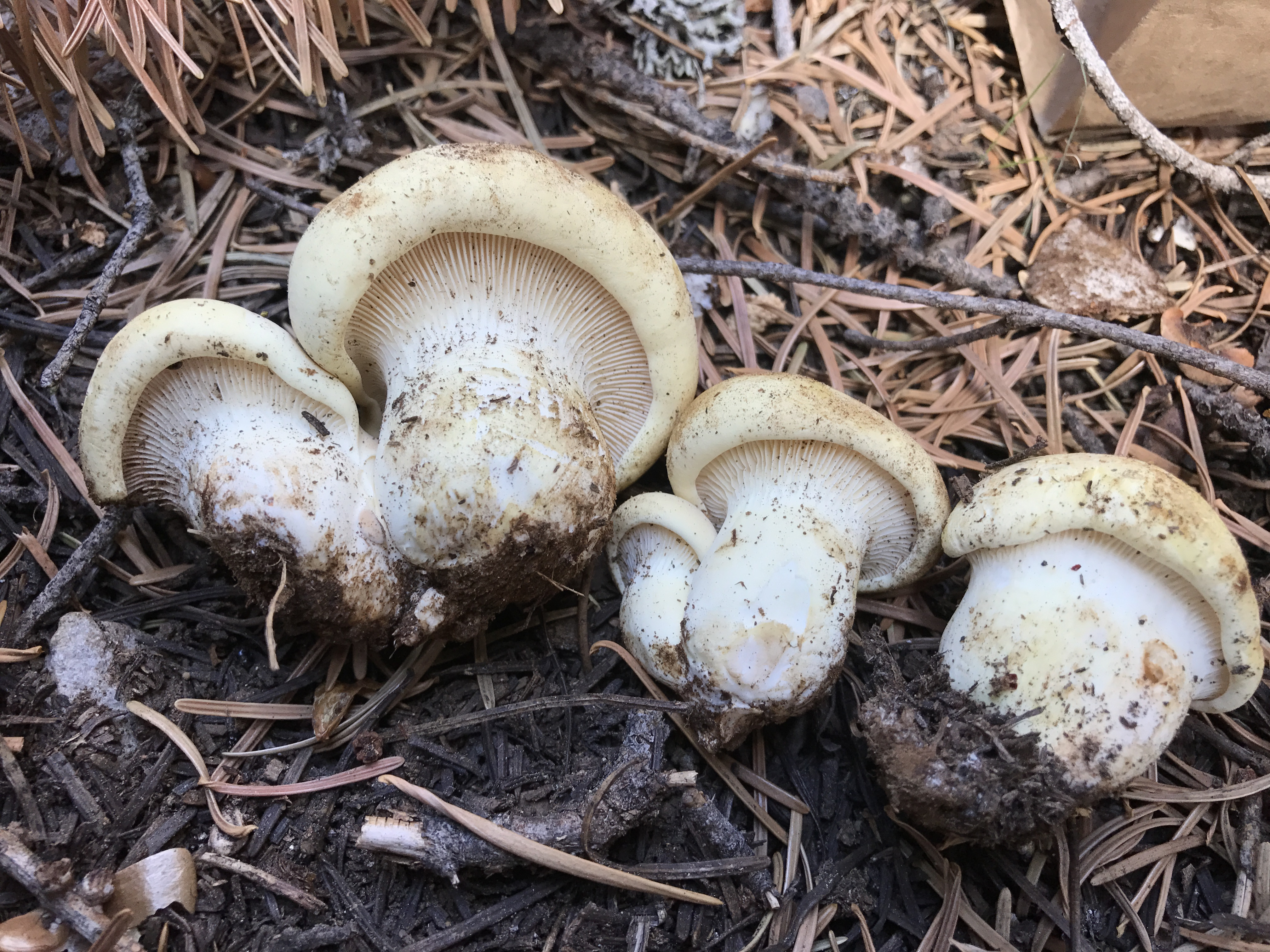
Cantharocybe gruberi
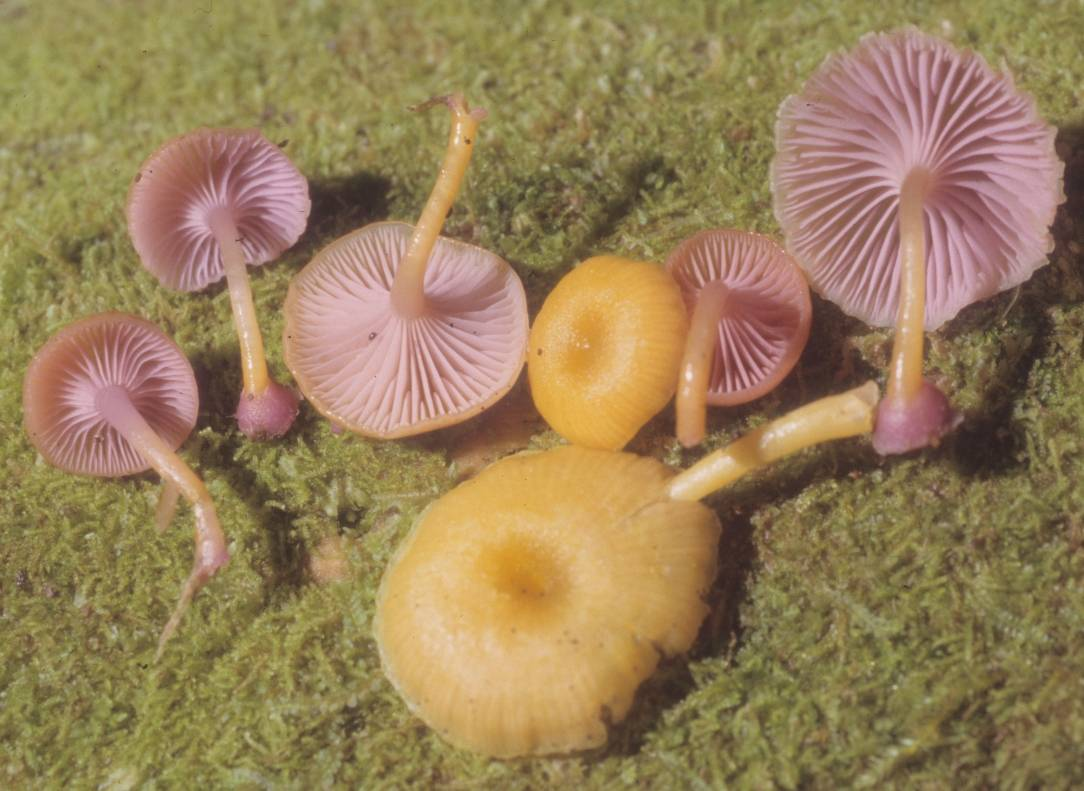
Chromosera
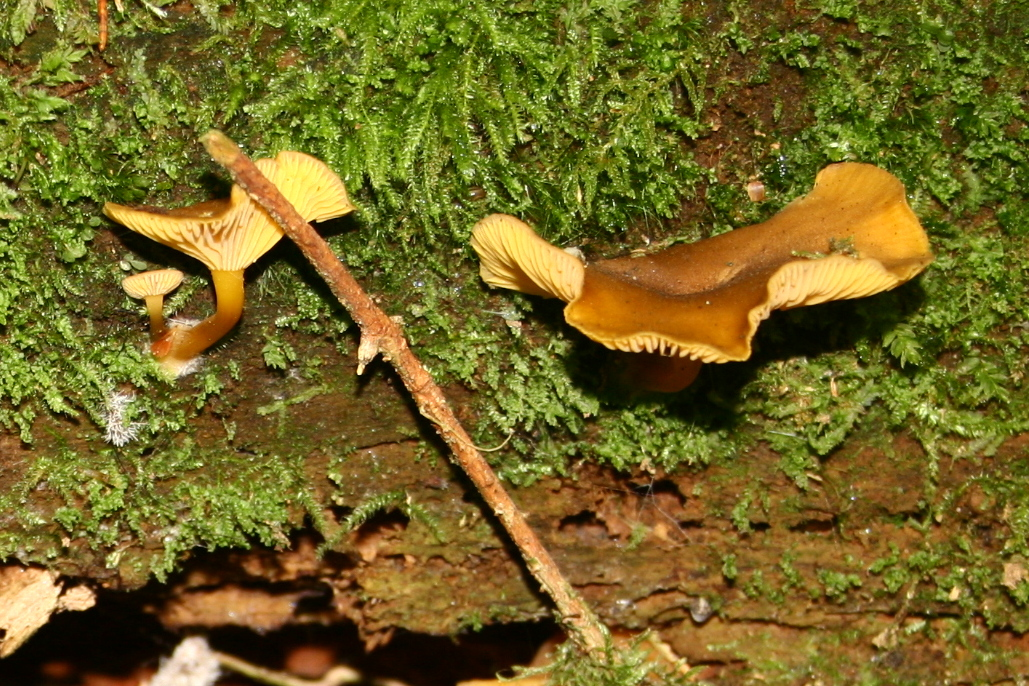
Chrysomphalina chrysophylla
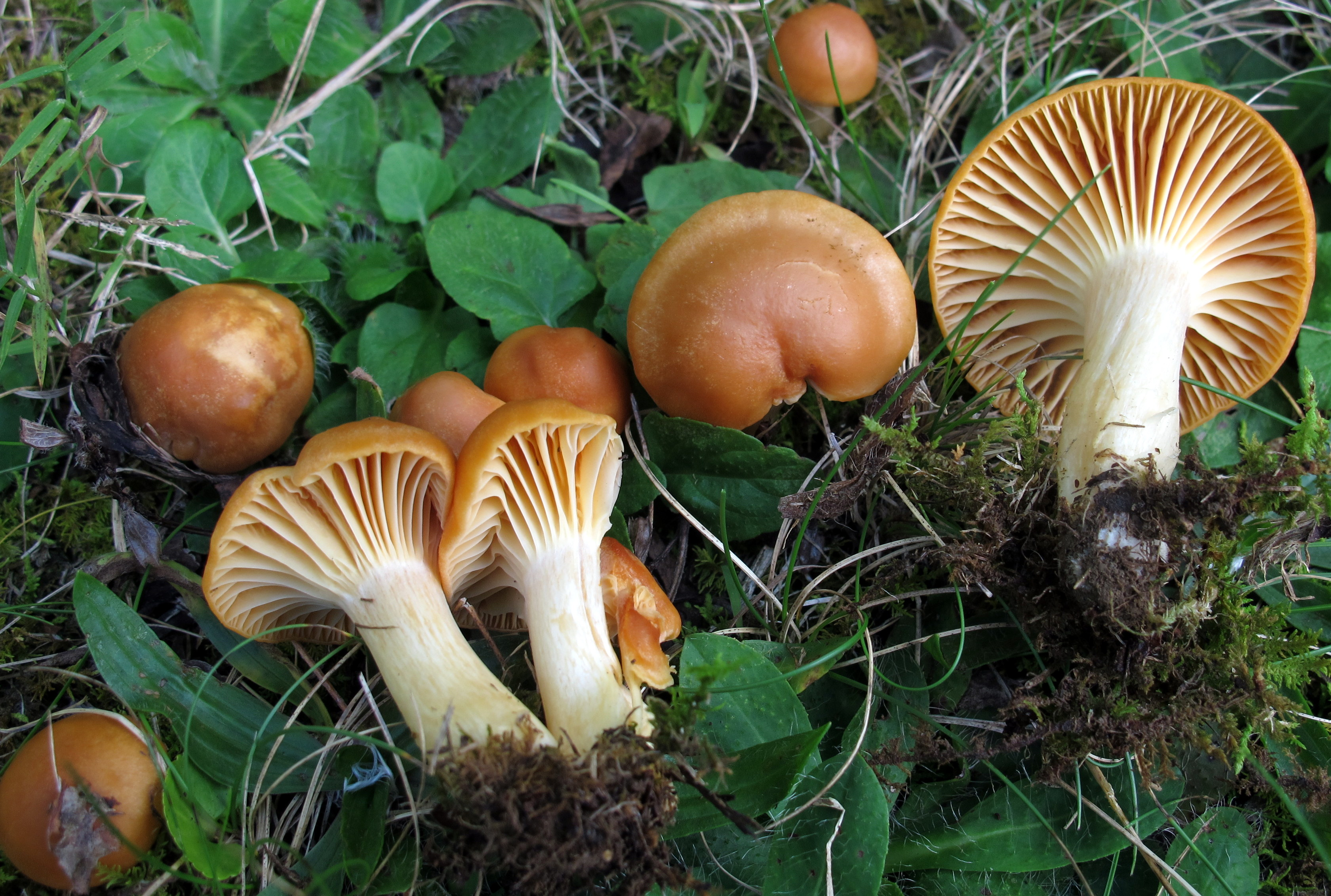
Cuphophyllus pratensis
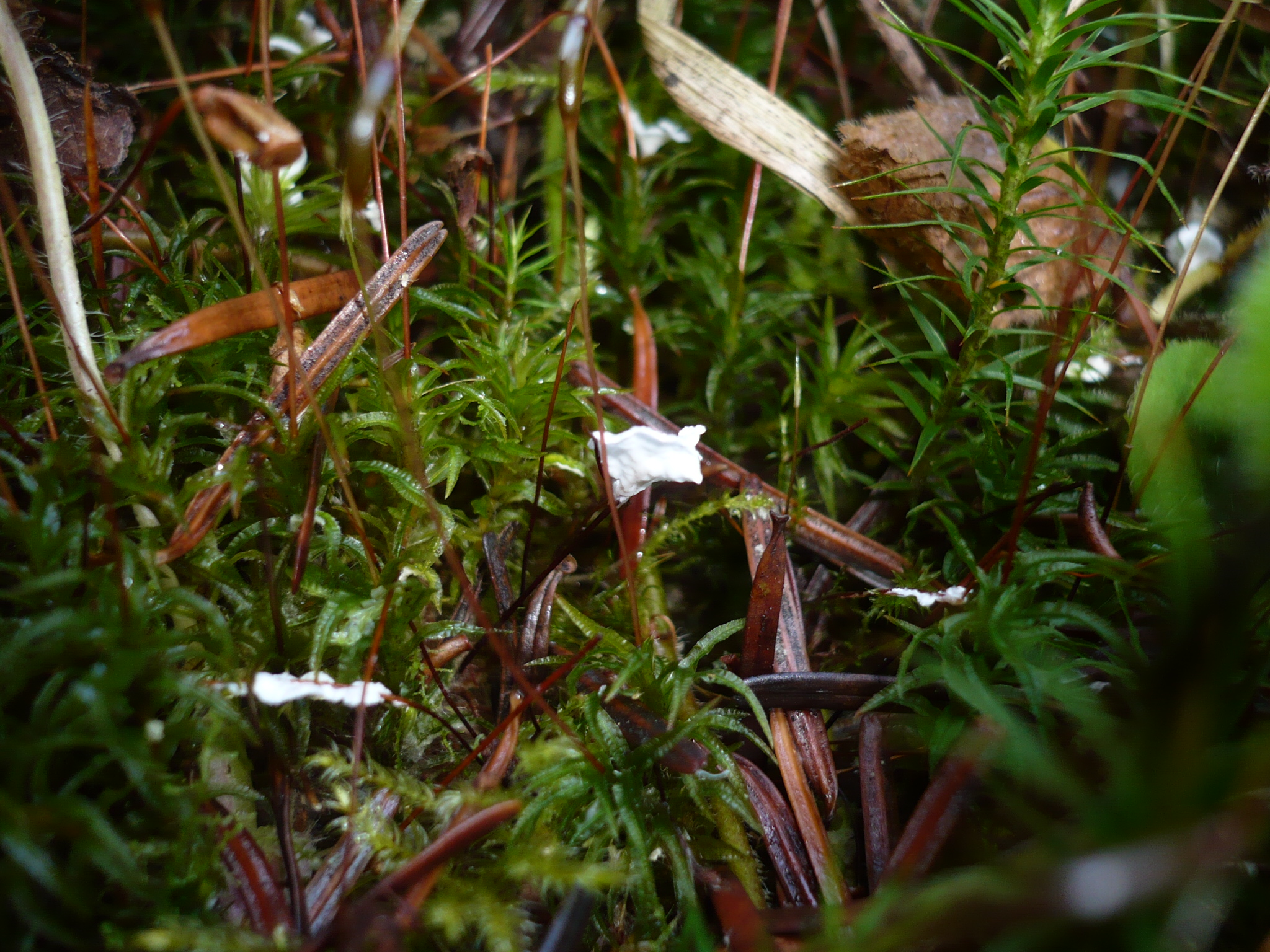
Cyphellostereum laevis
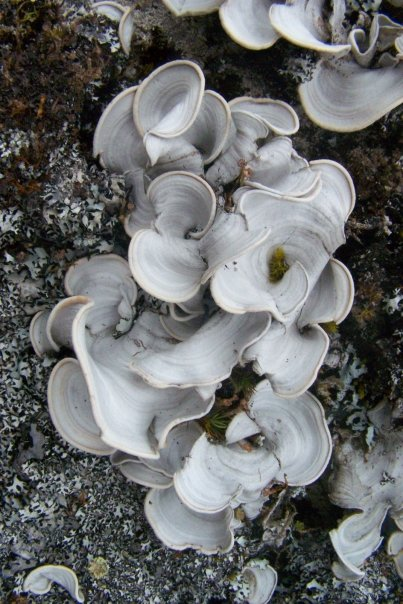
Dictyonema pavonium

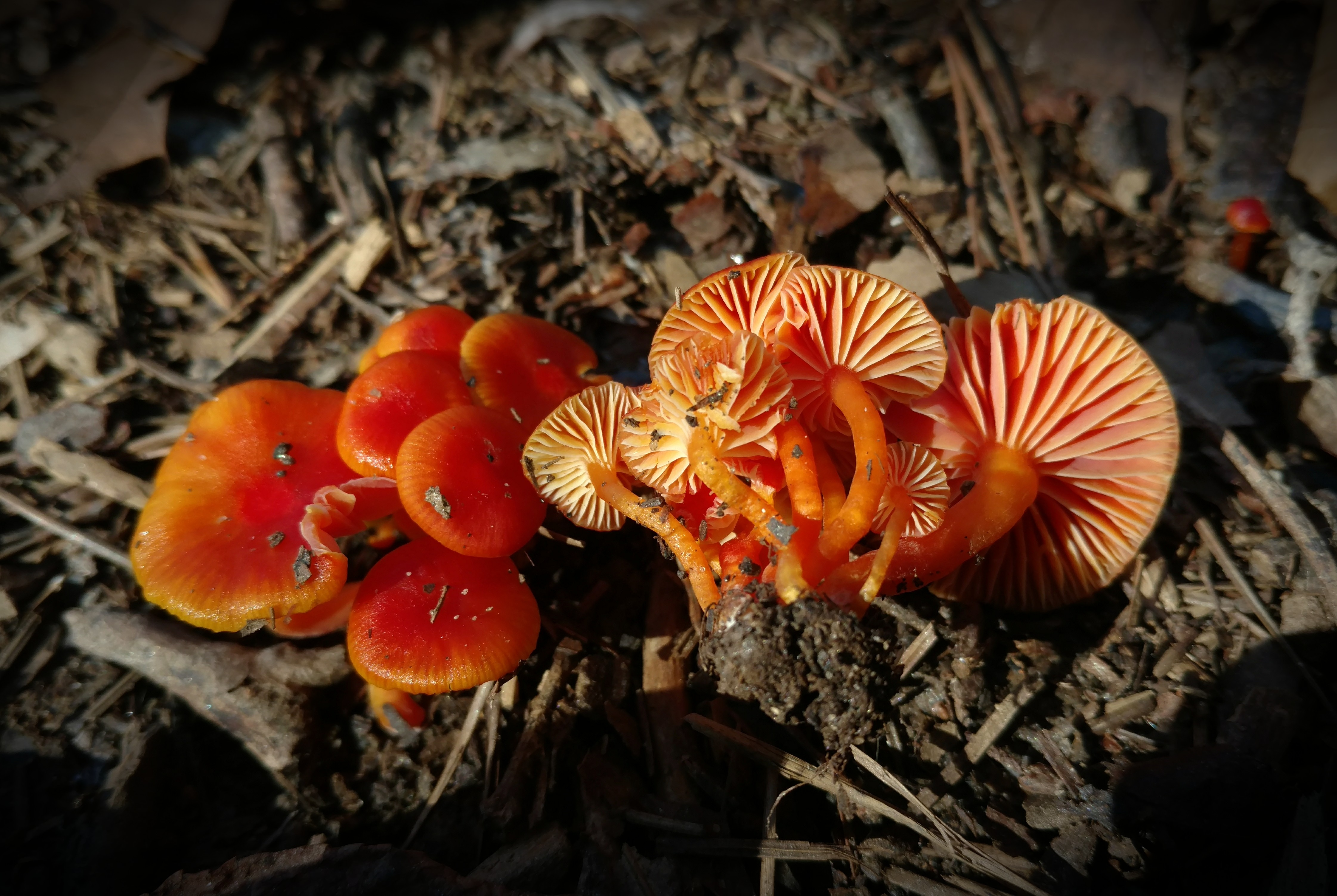
Gliophorus minutulus
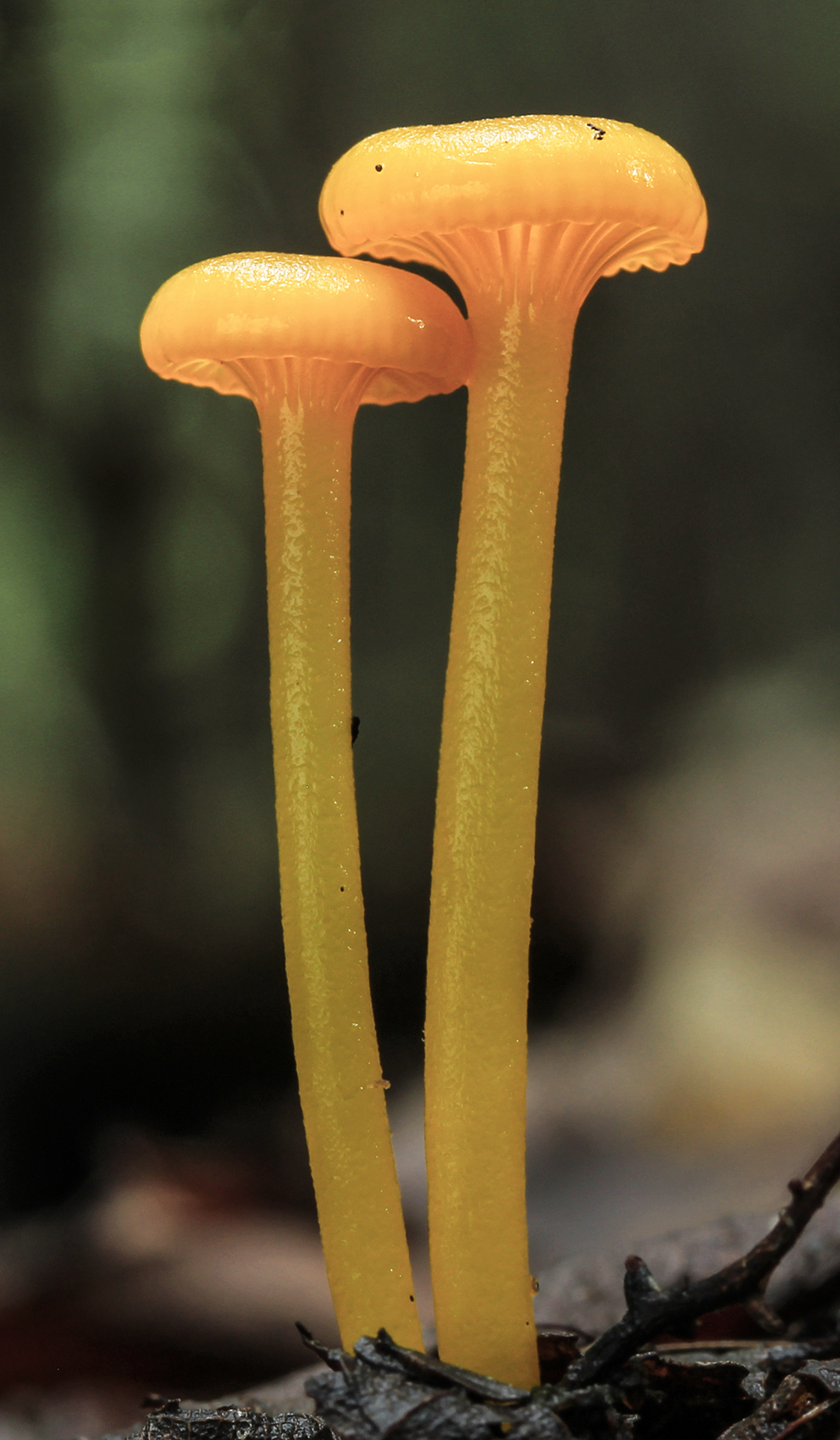
Gloioxanthomyces nitidus
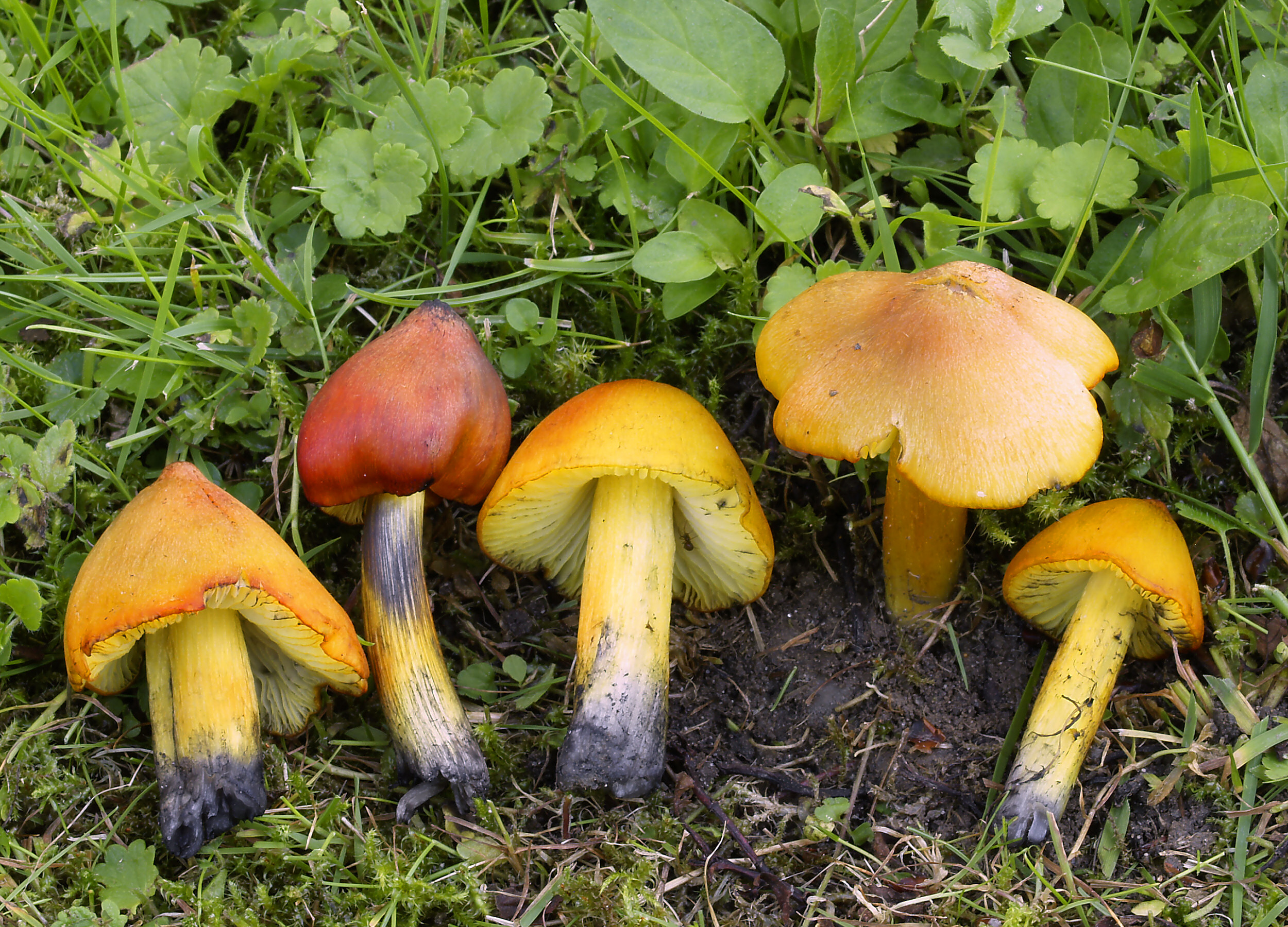
Hygrocybe conica
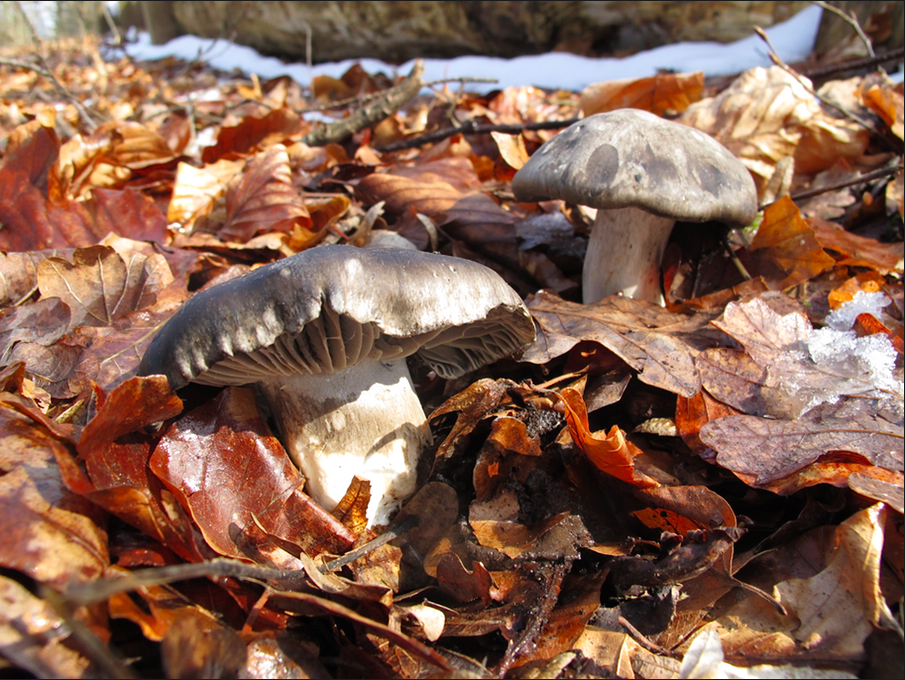
Hygrophorus marzuolus
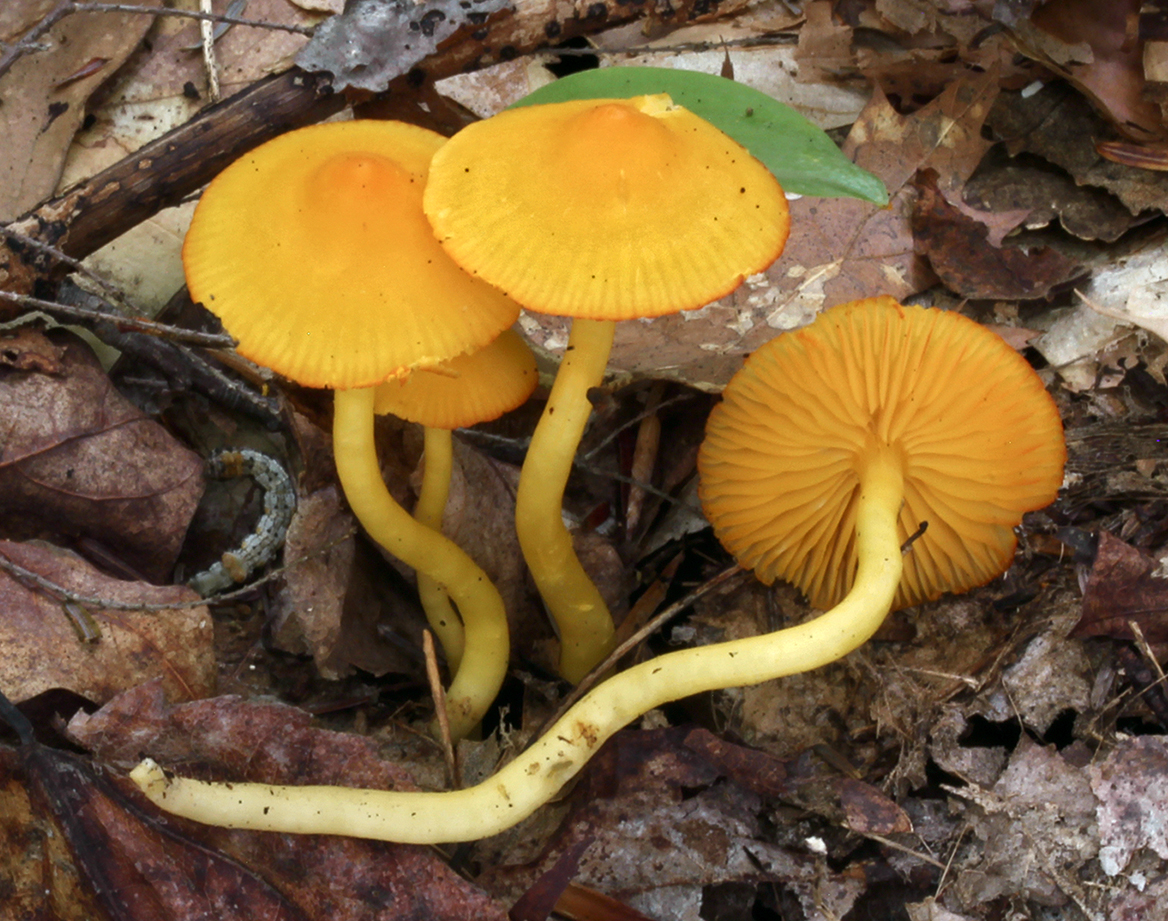
Humidicutis marginata var. concolor
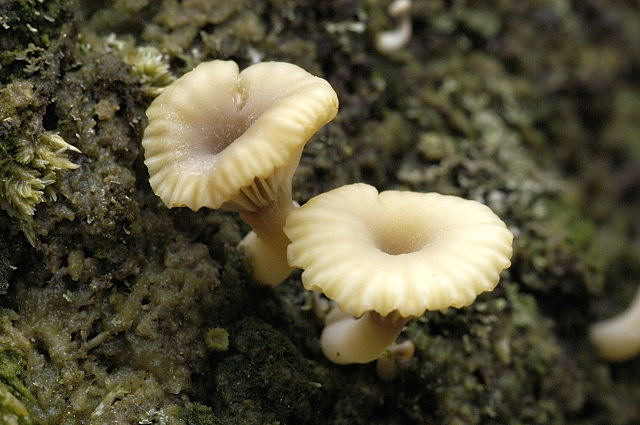
Lichenomphalia umbellifera
Neohygrocybe fornicata
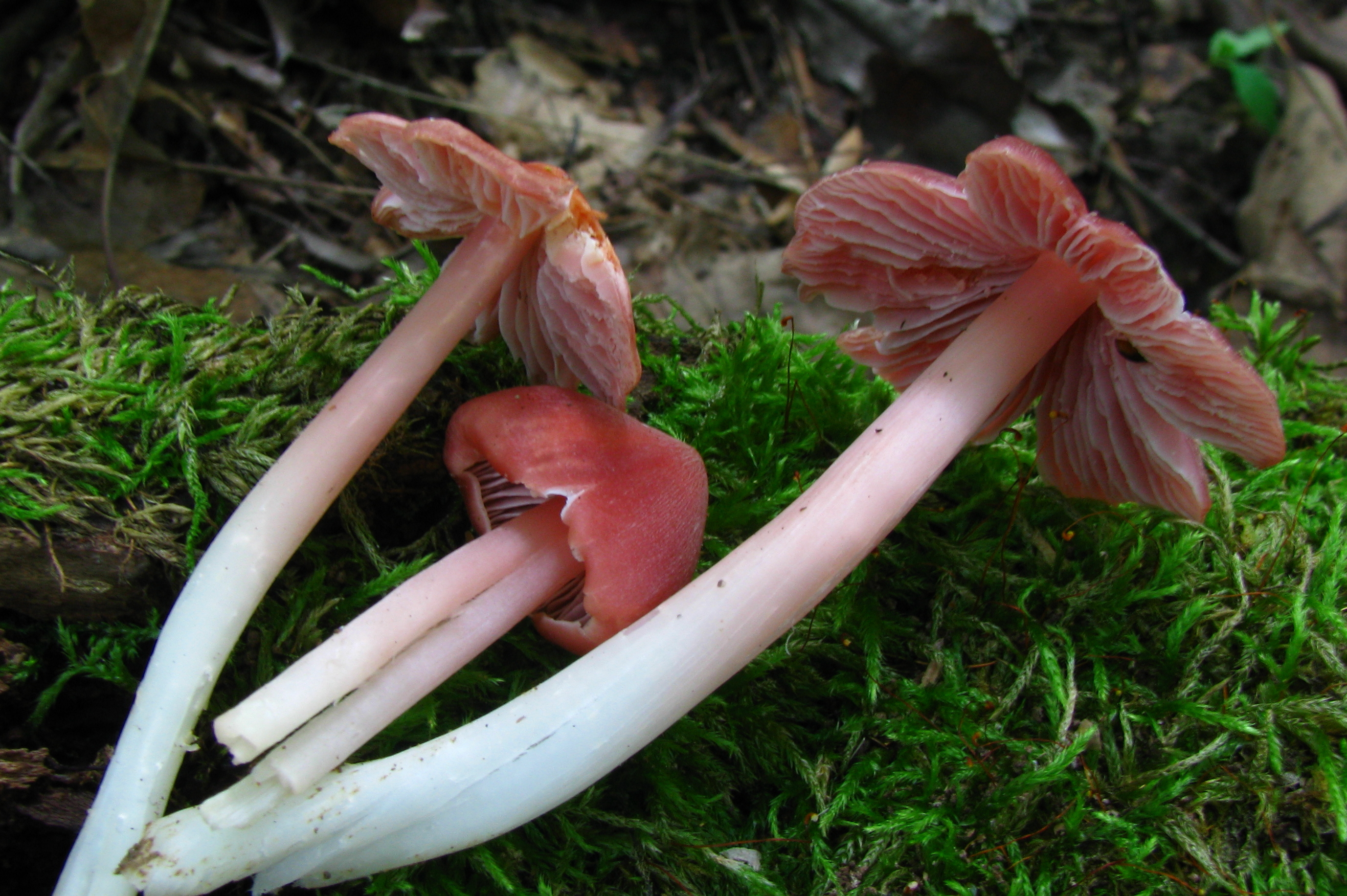
Hygrocybe calyptriformis
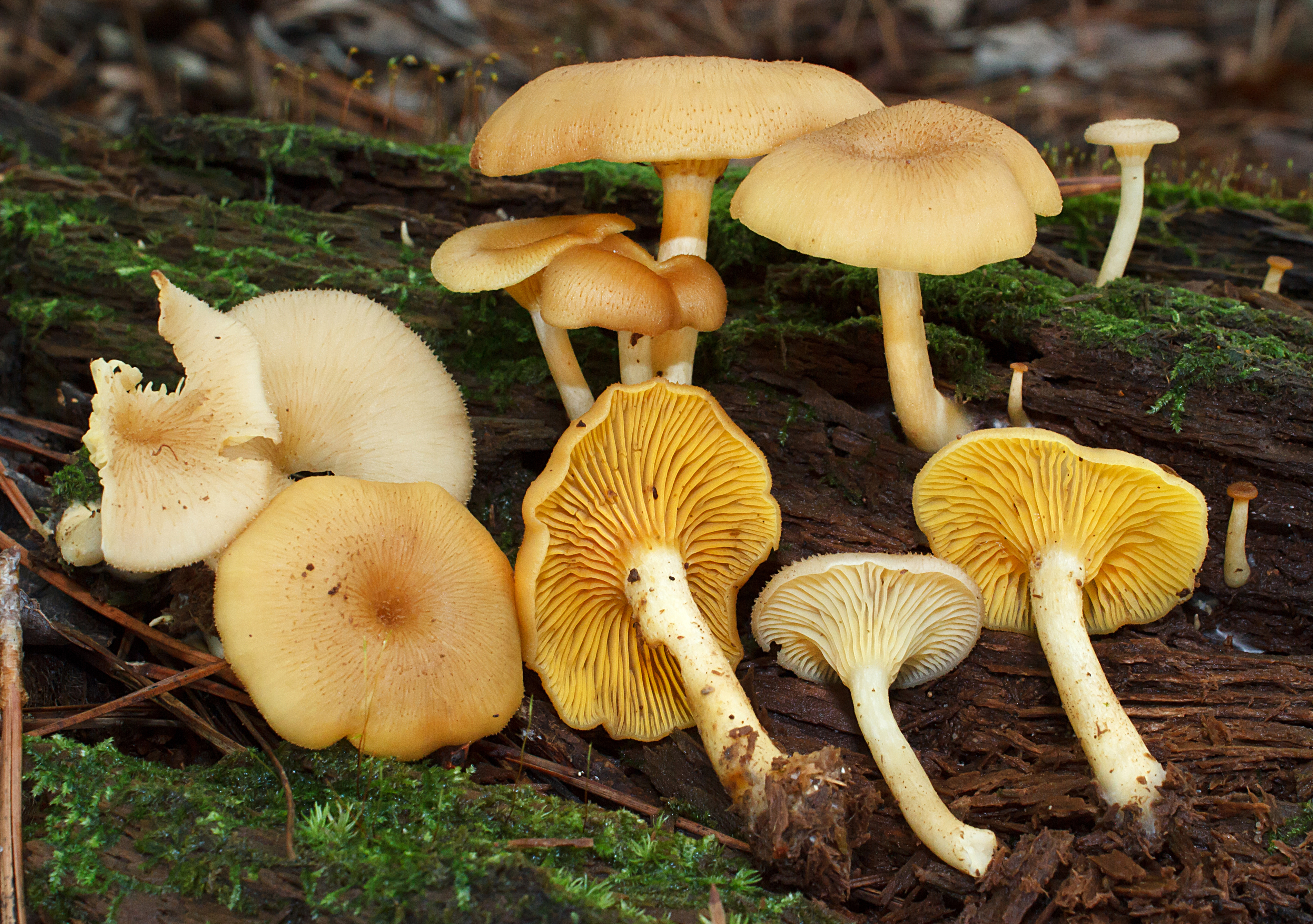
Pseudoarmillariella ectypoides